# A Portuguesa
Pour les articles homonymes, voir Portuguesa.
A Portuguesa (« La Portugaise ») est l'hymne national du Portugal depuis 1911. C'était à l'origine une chanson patriotique en réponse à l'ultimatum britannique de 1890, qui ordonnait au Portugal de retirer ses troupes basées en Afrique, principalement sur une bande s'étirant de l'Angola au Mozambique qui était surnommée « Carte rose » (mapa cor-de-rosa en portugais).

## Histoire
La monarchie portugaise de l'époque céda aux Britanniques. Dès lors, des manifestations patriotiques contre les Britanniques et la monarchie prirent différentes formes. A Portuguesa fut l'une d'entre elles : composée en 1890 avec des paroles d'Henrique Lopes de Mendonça et une musique d'Alfredo Keil, elle fut rapidement utilisée comme symbole patriotique mais aussi républicain.
Dès 1891, après un coup d'État manqué par les républicains le 31 janvier, elle fut proposée comme hymne national, ce qui se réalisa vingt ans plus tard, après que la monarchie fut détrônée par la république le 5 octobre 1910. En effet, l'Assemblée nationale portugaise la consacra hymne national le 19 juin 1911 (tout comme le drapeau actuel, qui fut également officialisé ce même jour).
Interdite par le régime monarchique, A Portuguesa, qui a compté quelques modifications musicales et parolières au cours du temps, a donc remplacé l'Hymno da Carta, alors hymne de la monarchie portugaise ; contra os bretões (contre les Anglais) est ainsi devenu contra os canhões (contre les canons).

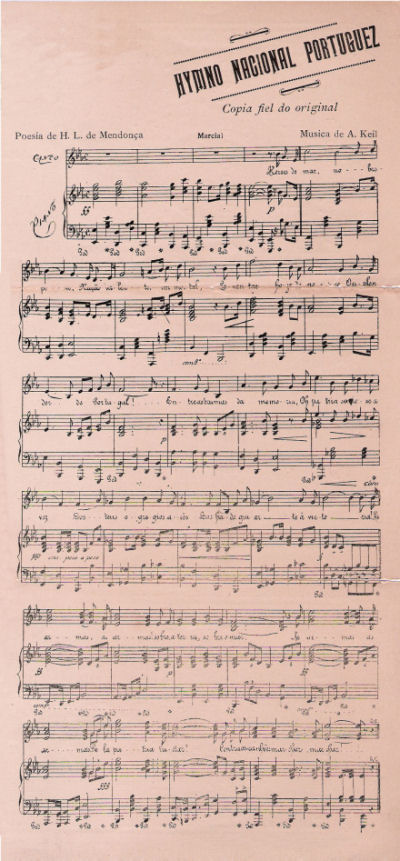
Copie de la partition originale de l'hymne national du Portugal "A Portuguesa" (1890).

A Portuguesa a été officiellement désigné comme symbole national par la Constitution portugaise de 1976, entrée en vigueur après la révolution des Œillets de 1974.

## Paroles
| Paroles en portugais | Traduction en français |
| --- | --- |
| Heróis do mar, nobre povo, Nação valente e imortal Levantai hoje de novo O esplendor de Portugal ! Entre as brumas da memória, Ó Pátria, sente-se a voz Dos teus egrégios avós Que há-de guiar-te à vitória ! Refrão : Às armas, às armas ! Sobre a terra, sobre o mar, Às armas, às armas ! Pela Pátria lutar ! Contra os canhões marchar, marchar ! Desfralda a invicta Bandeira, À luz viva do teu céu ! Brade a Europa à terra inteira : Portugal não pereceu ! Beija o solo teu, jucundo, O oceano, a rugir de amor, E o teu Braço vencedor Deu mundos novos ao mundo ! Refrão Saudai o Sol que desponta Sobre um ridente porvir ; Seja o eco de uma afronta O sinal de ressurgir. Raios dessa aurora forte São como beijos de mãe, Que nos guardam, nos sustêm, Contra as injúrias da sorte. Refrão | Héros de la mer, noble peuple, Nation vaillante et immortelle Montrez aujourd'hui de nouveau La splendeur du Portugal ! Entre les brumes de la mémoire, Ô Patrie, résonne la voix De tes illustres aïeux Qui te mènera à la victoire ! Refrain : Aux armes, aux armes ! Sur la terre, sur la mer, Aux armes, aux armes ! Pour la Patrie, lutter ! Contre les canons marcher, marcher ! Déploie l'invincible drapeau, À la lumière vive de ton ciel ! Que l'Europe clame à la Terre entière : Le Portugal n'a pas péri ! Embrasse ton sol, magnifique, L'océan, rugissant d'amour, Et ton bras vainqueur Donna de nouveaux mondes au monde ! Refrain Saluez le soleil qui se lève Sur un avenir radieux ; Que l'écho d'une offense Soit le signal de ressurgir. Les rayons de cette forte aurore Sont comme les baisers d'une mère, Qui nous gardent, nous préservent, Contre les injures du sort. Refrain |

Seuls le premier couplet et le refrain sont chantés lors d'occasions particulières (Discours du président, rencontre sportive…).